# Long Live Love (альбом)
Long Live Love — четвёртый студийный альбом австралийской певицы Оливии Ньютон-Джон, выпущенный в июне 1974 года и ставший первым её релизом на лейбле EMI.

## Об альбоме
Заглавный трек был выпущен в марте 1974 года. Ньютон-Джон исполнила её на конкурсе песни «Евровидение» 1974 года, когда она представляла Великобританию. Наряду с заглавным треком, пять других треков с пластинки вошли в шорт-лист британского отбора на «Евровидение» — «Песня для Европы», — где все песни исполняла Ньютон-Джон. Песня, занявшая второе место, «Angel Eyes», также была стала би-сайдом сингла «Long Live Love». «Long Live Love» смог добраться до 11-го места в чартах Австралии и Британии, а также занял 9-е место в чарте Ирландии.
Остальные четыре песни с отбора: «Someday», «Loving You Ain’t Easy», «Have Love, Will Travel» и «Hands Across the Sea».
Альбом не имел большого коммерческого успеха, достигнув только 40-го места в британском альбомном чарте.

## Список композиций
| №  | Название                | Автор(ы)                            | Длительность |
| -- | ----------------------- | ----------------------------------- | ------------ |
| 1. | «Free the People»       | Барбара Кит                         | 3:20         |
| 2. | «Angel Eyes»            | Тони Макаулей, Кит Потджер          | 2:45         |
| 3. | «Country Girl»          | Алан Хокшоу, Питер Гослинг          | 3:49         |
| 4. | «Someday»               | Гэри Бенсон, Дэвид Миндел           | 2:57         |
| 5. | «God Only Knows»        | Брайан Уилсон, Тони Эшер            | 2:48         |
| 6. | «Loving You Ain’t Easy» | Стюарт Литвуд, Боб Сэкер, Гэри Слаш | 2:47         |

| №  | Название                  | Автор(ы)                       | Длительность |
| -- | ------------------------- | ------------------------------ | ------------ |
| 1. | «Home Ain’t Home Anymore» | Джон Фаррар, Питер Робинсон    | 2:52         |
| 2. | «Have Love, Will Travel»  | Роджер Гринэуэй, Джофф Стивенс | 2:45         |
| 3. | «I Honestly Love You»     | Питер Аллен, Джефф Барри       | 3:38         |
| 4. | «Hands Across the Sea»    | Бен Финдон, Джофф Уилкинс      | 2:55         |
| 5. | «The River’s Too Wide»    | Боб Моррисон                   | 3:16         |
| 6. | «Long Live Love»          | Валери Эйвон, Гарольд Спиро    | 2:46         |

## Чарты
| Чарты (1974)                  | Высшая позиция |
| ----------------------------- | -------------- |
| Австралия (Kent Music Report) | 19             |
| Великобритания (UK Albums)    | 40             |